# Affaire Xavier Fortin
L'affaire Xavier Fortin est un fait divers français qui a inspiré les films La Belle Vie de Jean Denizot sorti en 2013 et Vie sauvage de Cédric Kahn sorti en 2014. Après une séparation douloureuse avec sa compagne Catherine Martin, Xavier Fortin se cache pendant onze ans avec ses deux fils Shahi Yéna et Okwari. Ils mènent ensemble de 1998 à 2009 une vie de marginaux « néo-ruraux », proche de la nature, d'abord dans les Cévennes puis dans le Couserans, en Ariège. Le père est finalement arrêté et condamné à deux ans de prison dont deux mois ferme.

## Chronologie de l’affaire

### Origines
Xavier Fortin et Catherine Martin se rencontrent en 1988. Ils vivent une vie au contact de la nature et ont ensemble deux enfants. Les deux garçons ne vont pas à l’école, c’est leur père qui s’occupe de leur éducation scolaire. Catherine Martin souhaite acheter une maison mais cela ne plaît pas à son mari car cela risque de changer leur mode de vie. Après plusieurs désaccords, la mère entame une procédure de séparation. C’est dans un premier temps le père qui obtient la garde des enfants. Catherine Martin a été condamnée pour ne pas avoir respecté ce jugement. Cette décision est ensuite annulée en faveur de la mère qui obtient la garde.

### Les faits
En décembre 1997, Xavier Fortin décide de ne pas ramener ses enfants chez leur mère. Catherine Martin porte plainte pour « soustraction d’enfant par ascendant ». Les deux garçons étaient âgés de 5 et 7 ans. Débute alors une période de 11 ans de dissimulation durant lesquels les deux enfants et leur père vivent cachés dans la nature. Les clandestins changent de nom et vivent de masures en caravanes dans le sud de la France. Le 30 janvier 2009, Xavier Fortin est arrêté où il vivait avec ses enfants dans un hameau au-dessus de Massat en Ariège. Ses enfants ne sont pas présents : ils travaillent en Corse à la récolte des olives, âgés de 19 et 17 ans. Ils réapparaissent dès qu’ils apprennent l’arrestation de leur père.

### Procès

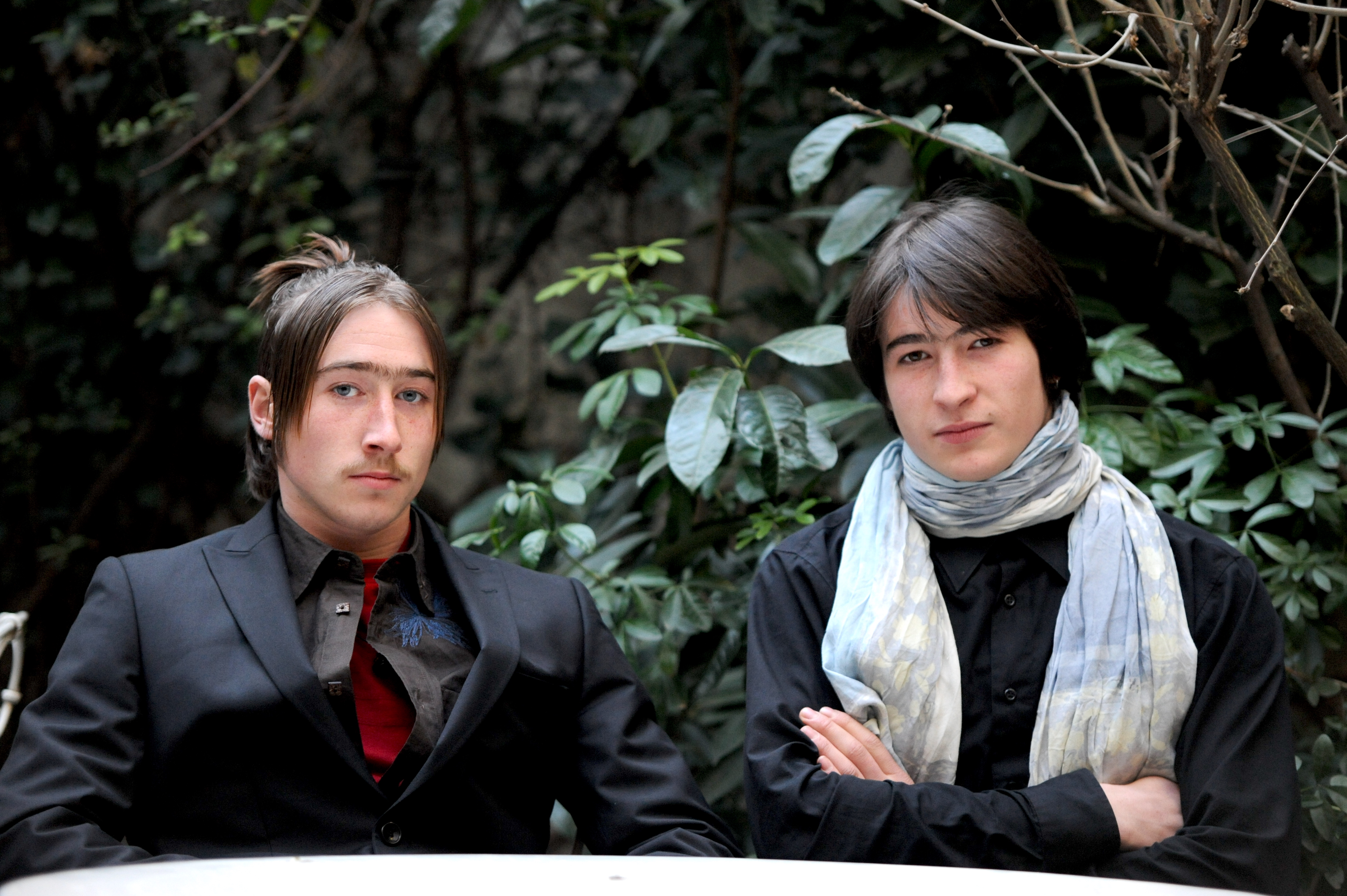
Shahi Yéna et Okwari Fortin, le 9 mars 2010 à Paris.

Le procès a eu lieu au tribunal correctionnel de Draguignan le 17 mars 2009. Il a duré 6 heures. Catherine Martin a décidé de ne pas se rendre à l’audience afin d’essayer d’apaiser la situation. Les deux frères, désignés comme témoins, ont fervemment défendu leur père. Ils affirment l’avoir suivi de leur plein gré. La défense affirme que Xavier Fortin a agi dans l’intérêt de ses enfants. Xavier Fortin est finalement condamné à 2 ans d’emprisonnement dont 2 mois de prison ferme. Le procureur précise que le jugement n’a pas pour but de punir l’attitude de Xavier Fortin en tant que père mais sa désobéissance civile et ses actes de résistance. Catherine Martin estime que le jugement n’est pas assez dissuasif pour des familles qui seraient dans la même situation mais elle admet que cette décision favorise la reconstruction.
Xavier Fortin avait été incarcéré dans le cadre de la détention préventive pendant presque 2 mois, il ressort donc libre du tribunal.

## Épilogue
Les deux parents ont publié des livres, Hors système pour le père et Au nom de mes fils pour la mère, tous deux parus en 2010.
Cette histoire a aussi été adaptée au cinéma, notamment dans La Belle Vie et Vie sauvage.

### Cinéma
- La Belle Vie, film de Jean Denizot, sorti en 2013, inspiré de l'affaire.
- Vie Sauvage, de Cédric Kahn, sorti en France et en Belgique en octobre 2014, prix spécial du jury au Festival international du film de Saint-Sébastien 2014.